# L'Ordre divin
Pour plus de détails, voir Fiche technique et Distribution.
L'Ordre divin ou Les Conquérantes (Die göttliche Ordnung) est une comédie dramatique suisse-alémanique, réalisée par Petra Volpe, sortie en 2017.
L'histoire de ce film raconte la mobilisation de femmes d'un petit village au sujet de la votation du 7 février 1971 sur l'institution du suffrage féminin en matière fédérale. Le film a reçu plusieurs récompenses en Suisse et à l'étranger.
En Suisse alémanique, ce film a été vu par plus de 300 000 spectateurs en salles. Ce chiffre s'élève à plus de 350 000 pour toute la Suisse

## Synopsis
En 1971, Nora (Marie Leuenberger) est femme au foyer dans un paisible village suisse près d'Herisau et s'occupe de son mari menuisier et de leurs deux garçons. Nora voudrait travailler mais son mari n'est pas d'accord et, en vertu des lois de l'époque, peut le lui interdire. Mécontente de la situation, elle se renseigne sur ses droits et devient une militante pour le suffrage des femmes alors que la votation fédérale du 7 février 1971 doit statuer sur ce point, et que le village n'est pas vraiment favorable à ce changement de société.

## Fiche technique
Sauf indication contraire, les informations mentionnées dans cette section peuvent être confirmées par la base de données cinématographiques IMDb,  présente dans la section « Liens externes ».
- Titre : L'Ordre divin / Les Conquérantes
- Titre original : Die göttliche Ordnung
- Titre international : The Divine Order
- Réalisation : Petra Volpe
- Scénario : Petra Volpe
- Casting : Corinna Glaus, Ruth Hirschfeld
- Direction artistique : Karin Nyffenegger, Mirjam Zimmermann
- Décors : Su Erdt
- Costumes : Linda Harper
- Maquillage : Adrienne Chauliac, Jean Cotter
- Son : Noemi Hampel
- Photographie : Judith Kaufmann
- Montage : Hansjörg Weißbrich
- Musique : Annette Focks
- Production : Lukas Hobi, Reto Schärli
- Sociétés de production : Zodiac Pictures
- Sociétés de distribution : Alamode Film, Condor Entertainment, Filmcoopi Zürich, Version Originale
- Budget de production : 3 300 000 CHF
- Pays d’origine :  Suisse
- Langue : Suisse allemand
- Format : Couleurs / Noir et blanc - 2,35:1 - DTS / Dolby Digital - 35 mm
- Genre : Comédie dramatique
- Durée : 96 minutes (1 h 36)
- Dates de sortie en salles :
  -  France : 1er novembre 2017
  -  Suisse alémanique : 9 mars 2017
  -  Suisse romande : 7 juin 2017

## Distribution
- Marie Leuenberger : Nora
- Maximilian Simonischek : Hans
- Sibylle Brunner : Vroni
- Rachel Braunschweig : Theresa
- Therese Affolter : Frau Dr. Charlotte Wipf
- Marta Zoffoli : Graziella
- Bettina Stucky : Magda
- Sofia Helin : Eden
- Noe Krejcí : Max
- Finn Sutter : Luki
- Peter Freiburghaus : Gottfried
- Ella Rumpf : Hanna
- Nicholas Ofczarek : Werner
- Elias Arens : Küde
- Mirjam Zbinden : Trudi

## Autour du film

### Anecdotes
- Le tournage du film a eu lieu à Trogen et Herisau, Appenzell Rhodes-Extérieures, ainsi qu'en Argovie et dans le canton de Zurich.
- Petra Biondina Volpe avait déjà choisi une actrice pour interpréter Nora, mais cette dernière étant tombée enceinte, a souhaité quitter le projet[réf. nécessaire]. Le rôle a finalement été attribué à Marie Leuenberger.

### Critiques
En regard du box-office, L'Ordre divin a connu des critiques positives. Il obtient 83 % d'avis positifs sur Rotten Tomatoes, sur la base de 30 commentaires collectés. Sur Metacritic, il obtient une note favorable de 67/100, sur la base de 16 commentaires collectées, ce qui lui permet d'obtenir le label « Avis généralement favorables » et est évalué à une moyenne de 3,3/5 pour 17 critiques de presse sur Allociné.

« Cette comédie historique montre les étapes de la lutte des Suissesses prêtes à faire la grève pour s'émanciper du Kinder, Küche, Kirche (enfants, cuisine, église) et gagner ce droit fondamental, mais aussi celui au travail et au plaisir sexuel. Modeste sur la forme mais doté d'une valeur documentaire essentielle. »

— Bruno Deruisseau, Les Inrocks, 27 octobre 2017.

« Si la mise en scène est banale, le sujet ne l’est jamais. »

— Frédéric Strauss, Télérama, 31 octobre 2017.

« Les « suffragettes » se décomplexent et nous donnent une belle leçon de courage civique teintée d'humour. On vote pour ! »

— Françoise Delbecq, Elle, 1er novembre 2017.

« Porté par un personnage féminin touchant, Les Conquérantes retrace avec sensibilité et humour cette lutte qui semblait au départ improbable. »

— Catherine Balle, Le Parisien, 1er novembre 2017.

## Distinctions
| Date                  | Distinction                            | Catégorie                                            | Nom                          | Résultat   |
| --------------------- | -------------------------------------- | ---------------------------------------------------- | ---------------------------- | ---------- |
| 19 au 26 janvier 2017 | Journées cinématographiques de Soleure | Prix de Soleure                                      | Les Conquérantes             | Lauréat    |
| 24 mars 2017          | Prix du cinéma suisse                  | Meilleure actrice                                    | Marie Leuenberger            | Lauréat    |
| 24 mars 2017          | Prix du cinéma suisse                  | Meilleur scénario                                    | Petra Volpe                  | Lauréat    |
| 24 mars 2017          | Prix du cinéma suisse                  | Meilleure performance dans un second rôle            | Rachel Braunschweig          | Lauréat    |
| 24 mars 2017          | Prix du cinéma suisse                  | Meilleur film                                        | Petra Volpe, Zodiac Pictures | Nomination |
| 24 mars 2017          | Prix du cinéma suisse                  | Meilleur acteur                                      | Maximilian Simonischek       | Nomination |
| 24 mars 2017          | Prix du cinéma suisse                  | Meilleure performance dans un second rôle            | Therese Affolter             | Nomination |
| 24 mars 2017          | Prix du cinéma suisse                  | Meilleure performance dans un second rôle            | Sibylle Brunner              | Nomination |
| 19 au 30 avril 2017   | Festival du film de Tribeca            | Prix du public                                       | Petra Volpe                  | Lauréat    |
| 19 au 30 avril 2017   | Festival du film de Tribeca            | Meilleure actrice pour une production internationale | Marie Leuenberger            | Lauréat    |
| 19 au 30 avril 2017   | Festival du film de Tribeca            | Prix Nora Ephron                                     | Petra Volpe                  | Lauréat    |